# فرودگاه خلیج هوستون
فرودگاه خلیج هوستون (به انگلیسی: Houston Gulf Airport) یک فرودگاه همگانی بهره‌برداری هوایی است که یک باند فرود آسفالت دارد و طول باند آن ۱۵۲۴ متر است. این فرودگاه در شهر لیگ سیتی، تگزاس کشور ایالات متحده آمریکا قرار دارد و در ارتفاع ۶٫۴ متری از سطح دریا واقع شده‌است.